# Prix des Centaures
Prix des Centaures är ett årligt montélopp för 4-6-åriga varmblodstravare (ej valacker) som rids över distansen 2 200 meter med fransk voltstart. Det är ett Grupp 1-lopp, det vill säga ett lopp av högsta internationella klass. Loppet avgjordes för första gången i februari 1968 och går sedan dess av stapeln i februari under det franska vintermeetinget varje år på Vincennesbanan i Paris. Loppets förstapris är 160 000 euro.

## Kvalifikation
Loppet är öppet för 4-6-åriga varmblodstravare. Hästar som är 4 år gamla måste ha minst 38 000 euro insprunget, och 5-6 år gamla hästar måste ha minst 45 000 euro insprunget.

## Rekord
Den franska hästen Granvillaise Bleue innehar löpningsrekordet på tiden 1.10,5.

## Segrare
| År   | Häst               | Ryttare                  | Tränare                 | Tvåa               | Trea               | Distans | Tid    |
| ---- | ------------------ | ------------------------ | ----------------------- | ------------------ | ------------------ | ------- | ------ |
| 2025 | Jean Balthazar     | Guillaume Martin         | Pascal Castel           | Jeegha Pride       | Kapaula de l'Épine | 2 200 m | 1.10,6 |
| 2024 | Idéale du Chêne    | Paul-Philippe Ploquin    | Julien Le Mer           | Jean Balthazar     | Kalif Landia       | 2 200 m | 1.10,8 |
| 2023 | Hanna des Molles   | Alexandre Abrivard       | Laurent-Claude Abrivard | Joyeuse            | Ina du Rib         | 2 200 m | 1.11,2 |
| 2022 | Granvillaise Bleue | Camille Levesque         | Pierre Levesque         | Georgica Gede      | Hirondelle du Rib  | 2 200 m | 1.10,5 |
| 2021 | Flamme du Goutier  | Antoine Wiels            | Thierry Duvaldestin     | Fame Music         | Freeman de Houelle | 2 200 m | 1.10,8 |
| 2020 | Évangelina Blue    | Mathieu Mottier          | Jean-Philippe Mary      | Feeling Cash       | Gospel Pat         | 2 200 m | 1.12,1 |
| 2019 | Évangelina Blue    | Mathieu Mottier          | Jean-Philippe Mary      | Fado du Chêne      | Feeling Cash       | 2 200 m | 1.11,5 |
| 2018 | Draft Life         | Éric Raffin              | Louis Baudron           | Cyprien des Bordes | Dragon du Fresne   | 2 200 m | 1.11,5 |
| 2017 | Dollar Macker      | Yoann Lebourgeois        | Philippe Allaire        | Bilibili           | Canadien d'Am      | 2 175 m | 1.11,9 |
| 2016 | Athéna de Vandel   | Matthieu Abrivard        | Cédric Mégissier        | Cloane du Vivier   | Bilibili           | 2 200 m | 1.11,0 |
| 2015 | Booster Winner     | Éric Raffin              | Sébastien Guarato       | Bali du Léard      | Beauty Turgot      | 2 175 m | 1.12,5 |
| 2014 | Valdice de Mars    | Yoann Lebourgeois        | Loïc Groussard          | Ultima Queen       | Valse Castelets    | 2 200 m | 1.13,0 |
| 2013 | Vision Intense     | Nathalie Henry           | Philippe Moulin         | Viscaria           | Vaquero du Mont    | 2 700 m | 1.14,1 |
| 2012 | Saphir de Morge    | Pierre-Yves Verva        | Franck Terry            | Up Market          | Unshine Aimef      | 2 750 m | 1.14,2 |
| 2011 | Scipion du Goutier | Franck Nivard            | Franck Leblanc          | Texas Charm        | Thorens Vedaquais  | 2 750 m | 1.13,1 |
| 2010 | Scipion du Goutier | Franck Nivard            | Franck Leblanc          | Surabaya Jiel      | Quokine Berry      | 2 700 m | 1.14,9 |
| 2009 | Replay Oaks        | Émile Fournigault        | Gaston Alaine           | Rêve des Vallees   | Rubis de Padd      | 2 150 m | 1.12,7 |
| 2008 | Quokine Berry      | Laurent-Claude Abrivard  | Jean-Michel Bazire      | Quartz de Calendes | Ouatine d.Ostal    | 2 150 m | 1.13,3 |
| 2007 | Paddy du Buisson   | Nathalie Henry           | Bernard Desmontils      | Prince de Montfort | Princess Foot      | 2 150 m | 1.14,1 |
| 2006 | Orélie de Retz     | Éric Raffin              | Luc Roelens             | Orphéa de Nay      | Nobilis Jiel       | 2 150 m | 1.14,1 |
| 2005 | Nobilis Jiel       | Michel Lenoir            | Jean-Luc Dersoir        | Néléos du Goutier  | Miss Castelle      | 2 150 m | 1.15,1 |
| 2004 | Mon Jeu Diam       | Matthieu Abrivard        | Patrick Thibout         | Méquidia           | Latinus            | 2 150 m | 1.15,2 |
| 2003 | Latinus            | Jean-Loïc-Claude Dersoir | Joël Hallais            | Lys de l.Oasis     | Jolie Colline      | 2 150 m | 1.15,5 |
| 2002 | Joyau d.Amour      | Jean-Philippe Mary       | Jacques Provost         | Itou Jim           | Idalo              | 2 200 m | 1.14,2 |
| 2001 | Idéal de l'Iton    | Michel Lenoir            | Michel Roussel          | Hibiscus du Rib    | Jardy              | 2 200 m | 1.14,8 |
| 2000 | Gringo de Villière | Laurent-Claude Abrivard  | Pierre Vercruysse       | Habitat            | Génois de Pouline  | 2 200 m | 1.16,3 |
| 1999 | Holly du Locton    | Jean-Paul Piton          | Philippe Allaire        | Fan Quick          | Gina du Martellier | 2 150 m | 1.15,4 |
| 1998 | Gai Brillant       | Jean-Philippe Mary       | Philippe Allaire        | Gazouillis         | Eclair du Pam      | 2 150 m | 1.16,4 |
| 1997 | Dream With Me      | François Roussel         | Alain Roussel           | Don Paulo          | Figaro Ci          | 2 200 m | 1.14,8 |
| 1996 | Éclair de Vandel   | Jean-Loïc-Claude Dersoir | Joël Hallais            | Edson Tilly        | Express Cat        | 2 150 m | 1.16,8 |
| 1995 | Balzac             | Pierre Levesque          | Bertrand de Folleville  | Dingue de Moi      | Courlis du Pont    | 2 200 m | 1.16,0 |
| 1994 | Alpha Barbés       | Jean-Philippe Mary       | Christian Bigeon        | Chemin de Bellande | Cumina             | 2 200 m | 1.15,8 |
| 1993 | Boadicée de Béval  | Yves Dreux               | Ali Hawas               | Boy du Pré         | Bambina            | 2 250 m | 1.18,1 |
| 1992 | Vivier de Montfort | Jean-Claude Hallais      | Christian Bigeon        | Uno Atout          | Une Fleur          | 2 325 m | 1.16,0 |
| 1991 | Uno Atout          | Jean-Marie Monclin       | Paul Billon             | Viking de Crépon   | Un Beau Brun       | 2 325 m | 1.16,7 |
| 1990 | Ursulo de Crouay   | Philippe Gillot          | Joël Hallais            | Stirwen            | Sagacity           | 2 275 m | 1.18,4 |
| 1989 | Reine du Corta     | Michel Lenoir            | Alain Roussel           | Traveller          | Rêve d'Udon        | 2 325 m | 1.16,4 |
| 1988 | Speed Clayettois   | Yves Dreux               | Ali Hawas               | Reine du Corta     | Rêve d'Udon        | 2 275 m | 1.18,3 |
| 1987 | Potin d'Amour      | Yves Dreux               | Jan Kruithof            | Prince Atout       | Roulette           | 2 325 m | 1.16,8 |
| 1986 | Oligo              | Philippe Békaert         | Joël Hallais            | Opprimé            | Ogino              | 2 325 m | 1.19,1 |
| 1985 | Podosis            | Patrick Chéradame        | Roger Ledoyen           | Odin de la Vente   | Orfeu Négro        | 2 225 m | 1.19,3 |
| 1984 | Oligo              | Philippe Békaert         | Joël Hallais            | Orfeu Négro        | Mirande du Cadran  | 2 225 m | 1.18,2 |
| 1983 | Lapito             | Philippe Békaert         | Joël Hallais            | Narcus             | Nestoriac          | 2 275 m | 1.17,9 |
| 1982 | Kivien             | Jean-Claude Hallais      | Jean-Claude Hallais     | Kaiser Trot        | Lévorino           | 2 275 m | 1.19,8 |
| 1981 | Loustic de la Tour | Michel-Marcel Gougeon    | R. Ricklin              | Lipizzan           | L'Atout            | 2 225 m | 1.19,0 |
| 1980 | Karika             | Jean-Claude Hallais      | Jean-Claude Hallais     | Idylle du Corta    | Jalinotte          | 2 225 m | 1.20,6 |
| 1979 | High Echelon       | Jean-Claude Hallais      | G.-M. Ollitrault        | Jeune Orange       | Joubov             | 2275 m  | 1.17,7 |
| 1978 | Idylle Charmeuse   | Pierre Giffard           | Jean-Pierre Viel        | Gueridia           | Gazon              | 2 200 m | 1.20,8 |
| 1977 | Fanacques          | Louis Sauvé              | Georges Dreux           | Firstly            | Fermi              | 2 300 m | 1.19,0 |
| 1976 | Gazon              | Gérard Mascle            | Gérard Mascle           | Gantrolette        | Ersin              | 2 250 m | 1.21,0 |
| 1975 | Fondon             | Gérard Mascle            | Gérard Mascle           | Ersin              | Fille de Vauloger  | 2 250 m | 1.20,3 |
| 1974 | Elpénor            | Jean Mary                | Jean-René Gougeon       | Chablis            | Étoile d'Odyssée   | 2 250 m | 1.20,9 |
| 1973 | Borgia III         | Gérard Mascle            | Gérard Mascle           | Doyan              | Dinès P            | 2 300 m | 1.19,0 |
| 1972 | Carnaval           | Louis Hanse              | A.-D. Ollivaud          | Bellino II         | Arbella            | 2 250 m | 1.20,9 |
| 1971 | Bellino II         | René Fabre               | Maurice Macheret        | Arbella            | Bamba              | 2 250 m | 1.20,2 |
| 1970 | Agrippa            | Jacques-Maurice Riaud    | Jean Riaud              | Uric               | Umuse P            | 2 250 m | 1.21,8 |
| 1969 | Tidalium Pelo      | Jean Mary                | Roger Lemarié           | Ura                | Tabriz             | 2 250 m |        |
| 1968 | Tidalium Pelo      | Jean Mary                | Roger Lemarié           | Unifrance          | Tessa II           | 2 250 m |        |